# Platon Iwanowitsch Rokassowski

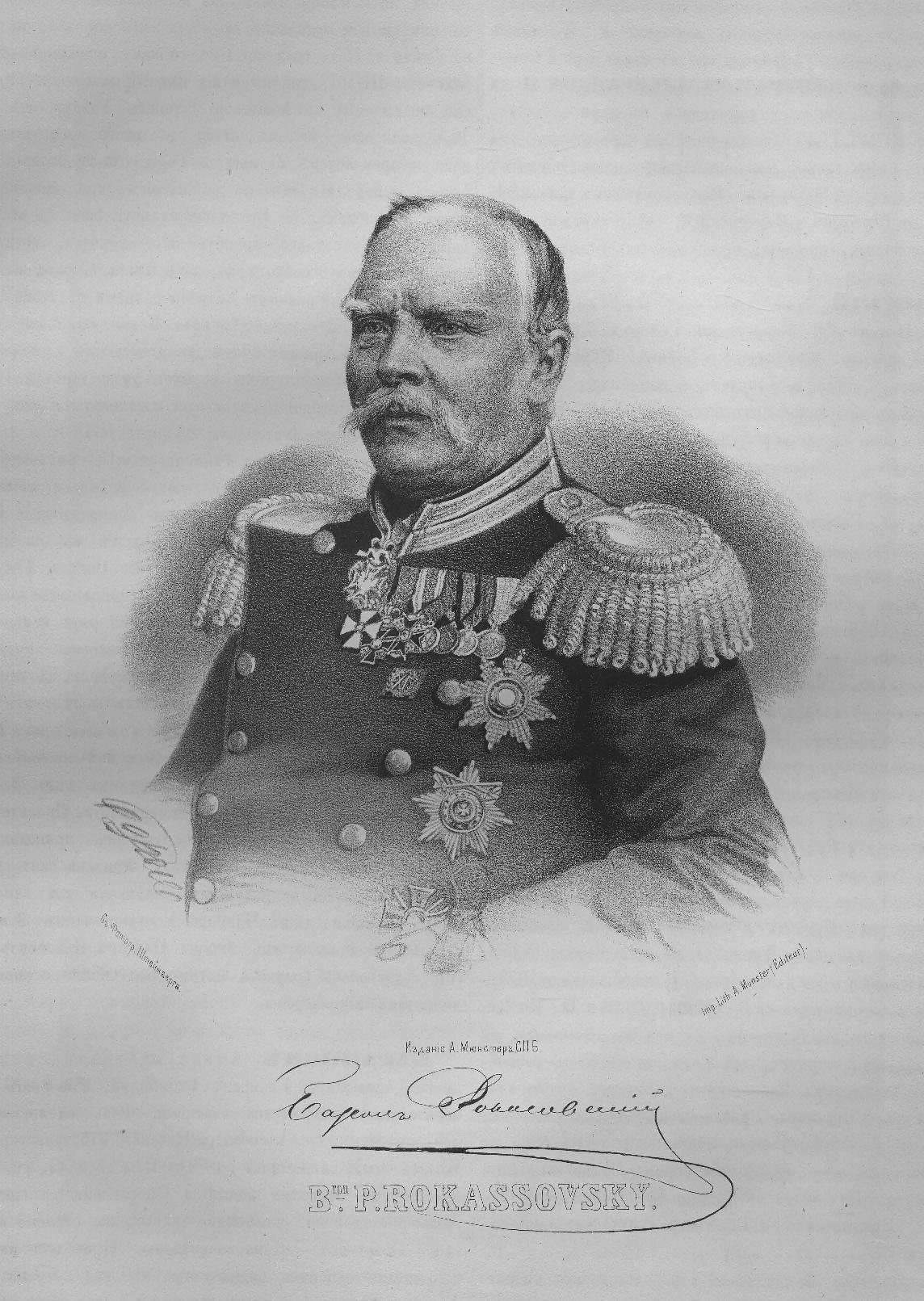
Platon Iwanowitsch Rokassowski

Baron Platon Iwanowitsch Rokassowski (russisch Платон Иванович Рокасовский, wiss. Transliteration Platon Ivanovič Rokasovskij; * 15. Januar 1800 im Gouvernement Sankt Petersburg; † 6. April 1869 in Nizza) war ein russischer General. Er war von 1861 bis 1866 zaristischer Generalgouverneur Finnlands.

## Leben
Platon Rokassowski war Sohn des Brigadegenerals Iwan Nikititsch Rokassowski (* 1762) und seiner Frau Charlotta Eleonora von Albedyll (1772–1825). Er begann bereits 1812 seine militärische Karriere sowie die Beschäftigung mit dem Ingenieurwesen. Im selben Jahr wurde er Fähnrich, 1814 Unterleutnant, 1815 Leutnant und 1821 Hauptmann. 1824 wurde er zu einer kriegstopographischen Einheit versetzt. 1826 wurde er Oberstleutnant und leitete ab 1827 topographische Arbeiten im Gouvernement Grodno/Polen.
1828/29 wurde er stellvertretender Generalquartiermeister beim russischen Feldzug gegen die Türkei und nahm zwischen 1830 und 1832 am Krieg im Kaukasus teil. 1835 wurde er Leiter des Armeestabs in Orenburg. Ab 1843 war er Generalproviantmeister im russischen Kriegsministerium. Seit dieser Zeit widmete er sich immer mehr der Militärverwaltung.

## Finnland
Von 1848 bis 1854 war Rokassowski Adjutant des russischen Generalgouverneurs für Finnland. 1854 wurde er Mitglied des russischen Staatsrates. Ein Jahr später wurde Rokassowski in Finnland in den freiherrlichen Stand erhoben und amtierte von 1850 bis 1854 geschäftsführend als russischer Generalgouverneur. 1857 wurde er Mitglied des Ausschusses für finnische Angelegenheiten in Sankt Petersburg. 1859 wurde Rokassowski zum General der Infanterie ernannt und war seit 1864 Mitglied des russischen Generalstabs.
Von 1861 bis 1866 war Platon Rokassowski russischer Generalgouverneur Finnlands. Rokassowski stellte 1863/64 einer Reaktivierung des finnischen Verfassungslebens keinen Widerstand entgegen. Er versperrte sich nicht der Wiederbelebung des seit 1809 nicht mehr einberufenen Reichstags. 1866 lehnte er allerdings die Vorschläge zu einer Verfassungsreform ab und geriet damit in Konflikt mit finnischen Politikern. Kurz danach wurde Platon Rokassowski durch den neuen Generalgouverneur Nikolai Adlerberg ersetzt. Er blieb jedoch bis zu seinem Tod in hohen militärischen Positionen in Russland tätig.

## Privatleben
Am 27. November 1835 heiratete Rokassowski in Orenburg Alexandra Wassiljewna Kusminskaja (1814–1896). Gemeinsam hatte das Paar zwölf Kinder, von denen allerdings drei unmittelbar nach der Geburt starben.